# Assedio di Gamala
L'assedio di Gamala costituì l'ultimo episodio del primo anno di guerra (67) delle campagne militari di Vespasiano contro i Giudei che si erano ribellati al potere romano nella provincia della Giudea, nel corso della prima guerra giudaica.

## Contesto storico
Nel 66, Nerone, venuto a conoscenza della sconfitta subita in Giudea dal suo legatus Augusti pro praetore di Siria, Gaio Cestio Gallo, colto da grande angoscia e timore, trovò che il solo Vespasiano (il futuro imperatore romano) sarebbe stato all'altezza del compito, e quindi capace di condurre una guerra tanto importante in modo vittorioso.
E così Vespasiano fu incaricato della conduzione della guerra in Giudea, che minacciava di espandersi a tutto l'Oriente. Vespasiano, come prima disposizione, inviò il figlio Tito ad Alessandria d'Egitto, per rilevare la legio XV Apollinaris, mentre egli stesso attraversava l'Ellesponto, raggiungendo la Siria via terra, dove concentrò le forze romane e numerosi contingenti ausiliari di re clienti.
Qui Vespasiano rafforzava l'esercito siriaco (legio X Fretensis), aggiungendo due legioni (la legio V Macedonica e la legio XV Apollinaris, giunta dall'Egitto), otto ali di cavalleria e dieci coorti ausiliarie, mentre attendeva l'arrivo del figlio Tito, nominato suo vice (legatus legionis della legio XV Apollinaris).
Con l'inizio del nuovo anno (67), Vespasiano si decise ad invadere la Galilea personalmente, partendo da Tolemaide. Vespasiano conquistò al primo assalto la città di Gabara, che era rimasta priva di uomini validi per la sua difesa. Poco dopo decise di assaltare la città-fortezza giudea di Iotapata che dopo una strenua resistenza di 47 giorni cadde: i morti furono 40 000 ed i sopravvissuti 1 200, compreso il comandante della piazzaforte, Giuseppe ben Mattia. Nel giugno del 67 la Legio V Macedonica fu inviata sul monte Garizim per reprimere una ribellione di Samaritani, mentre il legato di Vespasiano Marco Ulpio Traiano conquistò Iafa, uccidendo 12 000 difensori.
Il quarto giorno del mese di Panemo (l'attuale mese di giugno), Vespasiano giunse con l'esercito a Tolemaide e poi da qui a Cesarea marittima, una delle più grandi città della Giudea, dove gli abitanti accolsero l'esercito romano con grandi manifestazioni di giubilo. Vespasiano mise a svernare a Cesarea le legioni V Macedonica e X Fretensis, mentre la XV Apollinaris la inviò a Scythopolis per non gravare con tutto l'esercito su Cesarea. Verso settembre i Romani furono costretti a continuare la campagna militare occupando la città pirata di Ioppe. Vespasiano, infine, per impedire che i pirati tornassero in zona nuovamente, costruì un accampamento sull'acropoli sistemandovi alcuni reparti di cavalleria ed un limitato numero di fanti. Affidò, quindi, a questo contingente militare il compito di vigilare sulla zona e portare devastazione nel territorio circostante a Ioppe, distruggendo tutti i villaggi e le cittadine attorno ogni giorno. Vespasiano proseguì la campagna militare ponendo l'accampamento fra Tiberiade e Tarichee, fortificandolo più del previsto, in previsione del futuro assedio. Gran parte della massa dei rivoltosi si era raccolta a Tarichee facendo affidamento sulle fortificazioni della città e sul vicino lago di Gennesar. In breve tempo Tarichee venne conquistata da Tito, che inseguì e distrusse i difensori fuggiti su zattere nel Mar di Galilea. Intanto Vespasiano, che aveva occupato Tiberiade, si occupò di vendere 30 400 schiavi fatti dalla città di Tarichee. Inviò poi a Nerone seimila schiavi, perché tagliassero un canale nell'Istmo di Corinto.

### Casus belli
I Galilei che ancora restavano ribelli al potere romano, dopo l'espugnazione di Iotapata e della disfatta di Tarichee accettarono la sottomissione al comandante romano, il quale dispose di occuparne tutte le fortezze. Solo le città di Giscala e le forze che avevano occupato il monte Tabor rimasero ribelli. Con loro si schierò anche la città di Gamala, situata dalla parte opposta del lago rispetto a Tarichee e che apparteneva al territorio assegnato ad Agrippa, come pure allo stesso appartenevano le città di Sogane e Seleucia (presso il lago Semeconitide), entrambe città della Gaulantide.

## Assedio

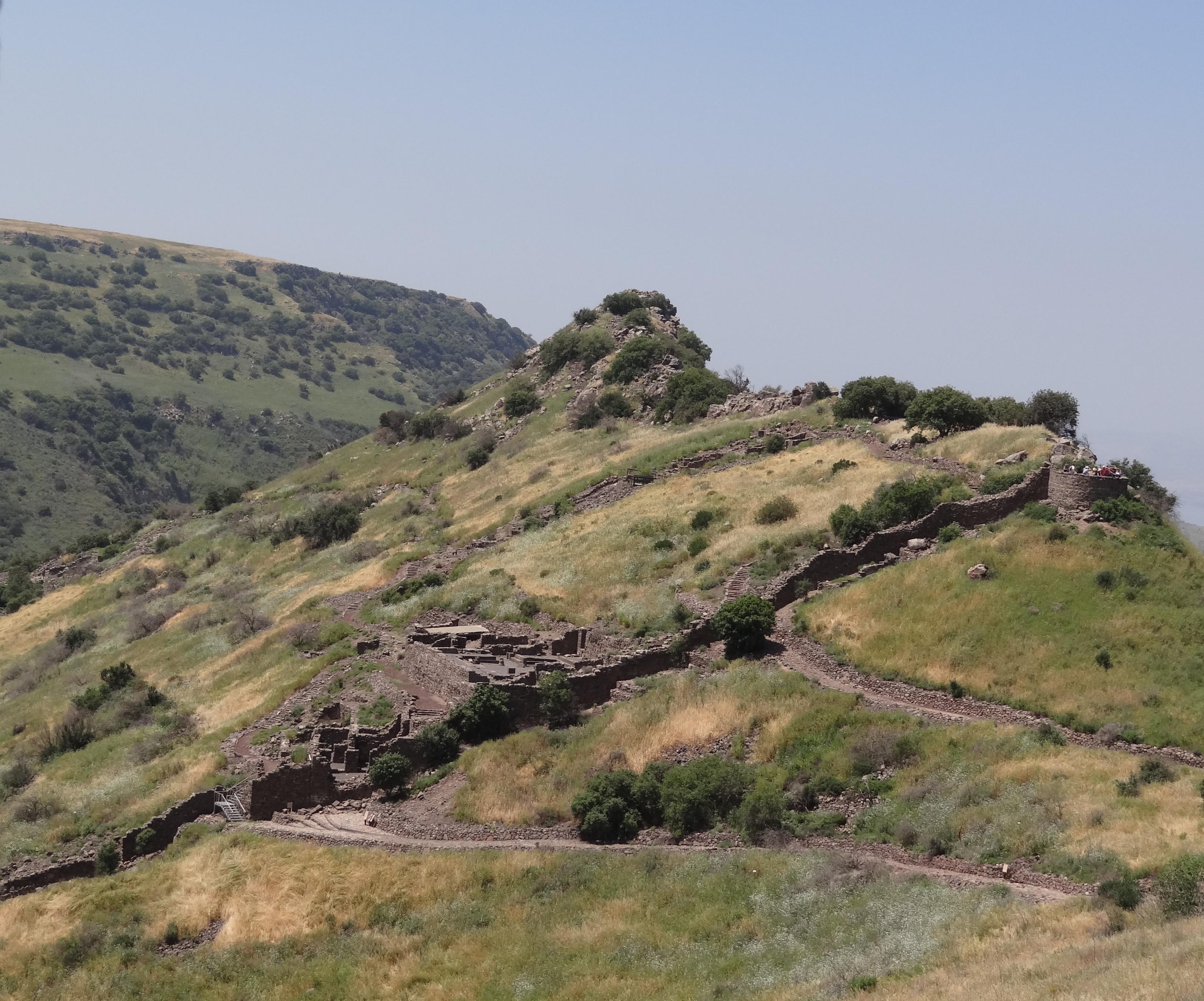
Gamala: si vede la cerchia muraria, una torre circolare e la sommità a forma di "cammello".

E se gli abitanti di Sogane e Seleucia, Agrippa era riuscito a convincerli a venire a patti fin dall'inizio della rivolta, Gamala non si era mai sottomessa, confidando, ancor più di Iotapata, nelle sue difese naturali.
(Giuseppe Flavio, La guerra giudaica, IV, 1.1.5-6.)
Le case, che erano costruite sui ripidi pendii, erano disposte in modo ravvicinato e una sopra l'altra. La parte che si affacciava a mezzogiorno e si elevava ad un'altezza smisurata, costituiva la rocca della città, sotto cui un dirupo privo di mura, si elevava su un profondissimo e scosceso burrone. Un solo muro lungo 350 metri era stato costruito all'estremità orientale della città, bloccando gli spazi presenti fra le case. All'interno poi delle mura vi era anche una fonte.
La città, oltre alle difese naturali che la rendevano di fatto imprendibile, era stata dotata da Giuseppe di una cinta di mura e rafforzata con gallerie e trincee. Gli abitanti, grazie alla posizione della città ed alla conformazione del luogo ove sorgeva, erano più sicuri di quelli di Iotapata, sebbene disponessero di un numero nettamente inferiore di armati. Grazie alla sua posizione, la città aveva dato rifugio a molti abitanti della zona ed aveva resistito, in precedenza, per sette mesi alle truppe inviate da Agrippa ad assediarla.
Vespasiano si mise, quindi, in marcia da Ammathus, dove era accampato, di fronte a Tiberiade, e giunse a Gamala. Non potendo disporre di un blocco totale intorno all'intera città, a causa della conformazione del terreno, pose dei posti di controllo nei luoghi strategici e occupò il monte sovrastante la città. Dopo che le legioni ebbero disposto e fortificato i loro accampamenti, Vespasiano dispose la costruzione di terrapieni alle spalle della città. Il terrapieno orientale, ove sorgeva la torre più alta della città, venne preso in consegna dalla legio XV Apollinaris, mentre la legio V Macedonica si occupava della parte al centro della città; inoltre la legio X Fretensis riempiva le trincee e i burroni. Intanto il re Agrippa tentò di intavolare una qualche trattativa per ottenere la resa della cittadina, ma venne ferito da un fromboliere al gomito destro. Il re fu subito portato in salvo, mentre i Romani, sdegnati per l'accaduto, iniziarono le operazioni d'assedio.

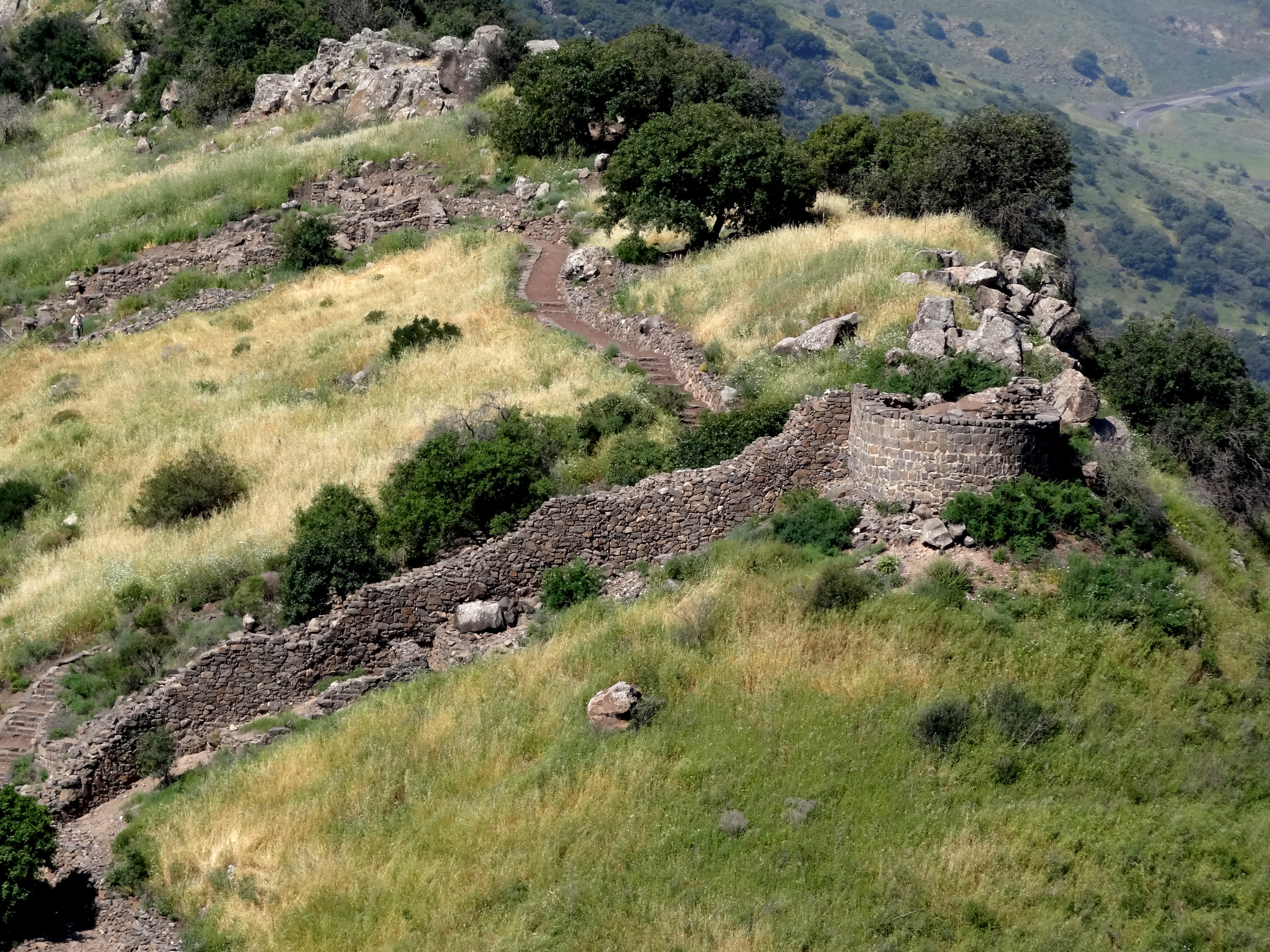
Tratto delle mura di Gamala, nei pressi della torre a base rotonda, assediate e distrutte dai Romani durante i loro attacchi.

I Romani cominciarono ad innalzare in modo assai rapido i terrapieni, grazie al gran numero di armati disponibili ed alla loro perizia. Accostarono, subito dopo, le macchine d'assedio. All'interno della città i due comandanti, Carete e Giuseppe, disposero i loro uomini pronti al combattimento, sebbene fossero impauriti, ritenendo di non essere in grado di resistere a lungo alla forza devastante della macchina da guerra romana, anche a causa dell'insufficienza dell'acqua e delle altre provviste. Inizialmente riuscirono a respingere gli assalti romani, ma quando cominciarono ad essere colpiti da catapulte e baliste, si ritirarono all'interno della città. A questo punto i Romani, avvicinati in tre differenti punti gli arieti, riuscirono ad abbattere le mura ed a riversarsi all'interno della città con grandi squilli di tromba, clangore d'armi ed alte urla. Essi piombarono sui difensori della città, i quali riuscirono a resistere alle prime ondate romane, impedendo loro di avanzare. Poi però, cedettero al nemico più numeroso che sbucava da ogni parte. Allora si ritirarono verso la parte alta della città, ma quando, mentre i nemici li incalzavano, si voltarono e cominciarono a sospingere i Romani verso il basso, riuscirono a spingerli in spazi angusti e ne fecero strage. I Romani, stretti tra i compagni più a valle ed il nemico che li continuava a pressare, cercarono un varco saltando sui tetti delle case cittadine che erano a livello delle strade, che non sopportando il loro peso, cominciarono a crollare una dietro l'altra, a catena.
(Giuseppe Flavio, La guerra giudaica, IV, 1.4.25-29.)
I Romani furono così obbligati a ritirarsi sotto gli occhi vigili di Vespasiano, che si era portato in prima linea a fianco dei suoi uomini, incurante del pericolo. Durante questo scontro persero la vita moltissimi Romani, fra cui il decurione Ebuzio, uomo di grandissimo valore che si era distinto nel corso di numerose azioni militari precedenti. Giuseppe Flavio racconta di un episodio di valore che vide protagonista il centurione Gallo, il quale, ormai rimasto tagliato fuori dalle linee romane insieme a dieci uomini durante la confusione della mischia, ma nascostosi in una casa, sentendo i discorsi fatti dagli abitanti mentre cenavano riguardo ai piani stabiliti per l'attacco da condurre contro i Romani, durante la notte li sorprese, uccidendo più nemici possibile per poi far ritorno all'accampamento romano, come un eroe. E mentre queste cose accadevano a Gamala, Tito era stato inviato in precedenza da Gaio Licinio Muciano, governatore della Siria.

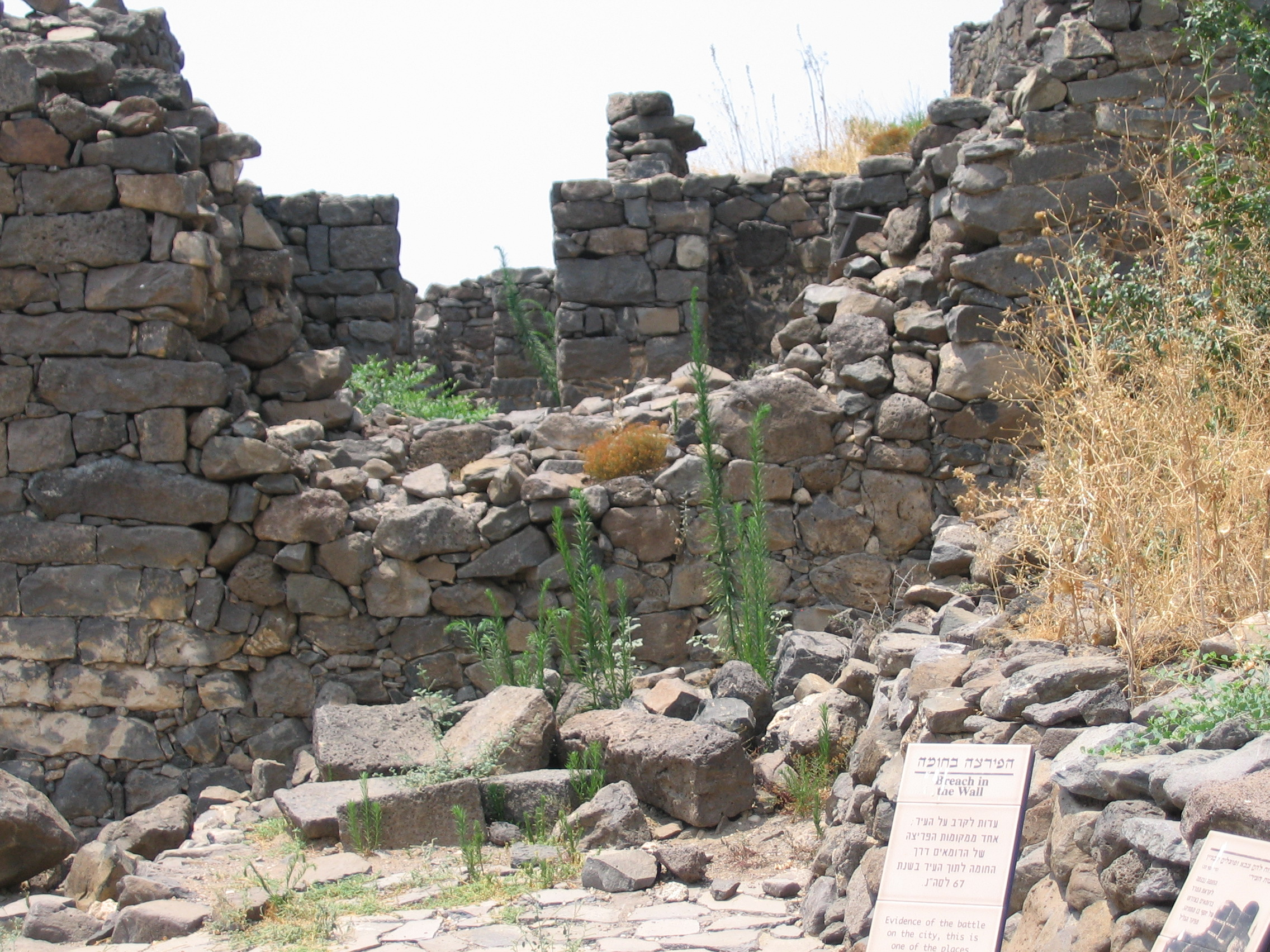
Tratto di mura crollate sotto i colpi dell'artiglieria romana.

Vespasiano, vedendo che l'esercito era demoralizzato perché non era abituato alle sconfitte, oltre a vergognarsi per aver abbandonato il proprio comandante, da solo in mezzo ai pericoli, decise che era il caso di rianimarlo, evitando ogni genere di rimprovero, riguardo a quanto appena successo alla sua persona. Esortò tutti a sopportare una disfatta che riguardava tutti quanti, riflettendo sul fatto che mai si ottiene una vittoria senza perdite e su quanto sia incerta la fortuna. E così dopo tante vittorie conseguite contro i Giudei, poteva capitare una sconfitta. E se da un lato, troppi successi non dovevano generare facili entusiasmi ed esaltazioni, allo stesso modo sarebbe stato sbagliato abbattersi per una sola sconfitta. Vespasiano aggiunse:
(Giuseppe Flavio, La guerra giudaica, IV, 1.6.42-48.)
Quando i Romani, dopo aver rafforzato i terrapieni, tentarono un nuovo assalto, la maggior parte dei Giudei, consci del fatto che si erano ormai preclusi ogni possibilità di trattare e considerando che questa volta non avrebbero avuto più scampo, abbandonarono la città correndo attraverso i burroni scoscesi, dalla parte dove non c'erano sentinelle romane, oppure attraverso i passaggi sotterranei. Quelli invece che erano rimasti per paura di essere catturati, morivano di fame, poiché i viveri erano stati requisiti e messi a disposizione solo dei combattenti. E mentre continuava l'assedio, con la certezza ormai di essere prossimo alla cattura della città di Gamala, Vespasiano pensò di occuparsi anche delle forze che tenevano il monte Tabor, il quale si trovava a metà strada tra la Grande Pianura e Scitopoli. I difensori di Gamala resistettero all'assedio fino a quando, durante il ventiduesimo giorno del mese di Iperbereteo (l'attuale mese di settembre), tre soldati della legio XV Apollinaris, durante il cambio della guardia, strisciarono fino alla torre più vicina e cominciarono a scavare, senza che le sentinelle si accorgessero di nulla. I legionari, infatti, cercando di non far rumore, riuscirono a sfilare cinque dei blocchi di pietra più importanti alla base, facendo crollare la torre con un immenso boato, trascinando nella polvere anche le sentinelle. Gli uomini di guardia nelle altre postazioni lungo le mura, impauriti, si diedero alla fuga e furono uccisi dai Romani, nel tentativo di attraversare le brecce, tra cui uno dei loro capi Giuseppe. In città si verificò un gran panico ed una fuga collettiva, come se i Romani avessero già fatto irruzione in massa. Anche l'altro comandante giudeo, Carete, che giaceva a letto malato, morì per il grande spavento. I Romani però, memori della precedente sconfitta, non entrarono in città prima del ventitreesimo giorno del mese di Iperbereteo, battendo finalmente l'ultima resistenza ebraica e completando la cattura della città.
Tito, infatti, che era tornato presso l'accampamento del padre, avendo appreso della sconfitta che i Romani avevano subito quando egli era assente, scelse 200 cavalieri e numerosi fanti ed irruppe in città. Quando ormai penetrato, le sentinelle si accorsero del suo arrivo, cominciarono ad urlare per avvisare la popolazione, la quale tirandosi dietro mogli e figli, corse a rifugiarsi sulla rocca, altri persero la vita tentando di sbarrare la strada a Tito. Fu una vera carneficina:
(Giuseppe Flavio, La guerra giudaica, IV, 1.10.72.)
Contro coloro che si erano rifugiati sulla rocca intervenne, quindi, Vespasiano con tutto il resto dell'esercito. La sommità della città era ben protetta, tutto intorno, da strapiombi di difficile accesso anche per la grande altezza. Dall'alto si levavano le grida della gente qui sopra asserragliata. Ancora una volta i Giudei riuscirono a infliggere ai Romani pesanti perdite, lanciando su di loro ogni sorta di proiettili, come macigni che venivano fatti rotolare giù, mentre essi stessi erano protetti grazie alla ragguardevole altezza alla quale si trovavano. Sembra però che si levò un fortissimo vento che, impedendo ai Giudei di avere una buona visibilità, permise ai Romani di arrampicarsi senza essere visti e fare irruzione sulla rocca. I Giudei, ormai accerchiati, furono letteralmente massacrati con grande ferocia da parte dei Romani, i quali si accanirono sia contro quelli che tenevano ancora le armi in pugno, sia contro quelli che si arrendevano.

## Conseguenze
La maggior parte dei Giudei, circondati da ogni parte e disperando ormai di potersi salvare, si gettarono con le mogli e i figli nei profondissimi burroni della parte settentrionale. Sembrò quasi che la furia dei Romani fosse meno feroce di quanto i vinti osarono fare contro se stessi. Se i Romani ne uccisero 4 000, i suicidi risultarono più numerosi in numero di 5 000 Solo due donne si salvarono: si trattava delle figlie della sorella di Filippo, figlio di un notabile di nome Iacimo, che era stato un generale al servizio del re Agrippa. Ciò pare esagerato in quanto il numero degli abitanti alla vigilia della rivolta è stato stimato essere di 3 000 o 4 000 persone.
Giuseppe Flavio aggiunge che si salvarono solo due donne, perché erano riuscite a nascondersi. I Romani infatti non provavano pietà neppure per i bambini, che furono uccisi anche lanciandoli giù dalla rocca. Così cadde Gamala il ventitreesimo giorno del mese di Iperbereteo, dopo che si era ribellata il ventiquattresimo giorno del mese di Gorpieo (fine agosto).

## Archeologia dell'assedio

Mappa degli scavi della città di Gamala

I resti della città sono stati rinvenuti sul pendio meridionale, meno ripido di quello settentrionale, di una altura a forma di aguzza cresta, che assicurava un'ottima posizione difensiva. Le difese naturali erano rinforzate da una cinta muraria in blocchi di basalto spessa circa 6 m e dotata di torri quadrate e di una torre circolare disposta sulla cima; l'unico ingresso, fiancheggiato da torri, si apriva sul lato meridionale. Su questo lato si notano le tracce di opere di rinforzo, eseguite forse in occasione dell'assedio: in alcuni tratti, vani di abitazioni addossate al muro sul lato interno vennero riempiti di pietre. Si sono rinvenute anche le tracce della breccia aperta nel muro che permise la conquista romana, al centro del lato orientale.
Le case erano disposte su terrazze accessibili da percorsi a gradini. La presenza di torchi oleari indica che l'economia della città doveva basarsi probabilmente sulla coltivazione dell'olivo. Le strutture recano tracce di incendio e distruzione violenta.
Nei pressi delle mura si trovava un importante edificio, identificato come la sinagoga della città, a pianta rettangolare (25.5 x 17 m) e orientato in senso nord-est - sud-ovest, verso Gerusalemme. Lungo le pareti sono presenti gradini in pietra come sedili e dei pilastri centrali sorreggevano il tetto dell'ambiente. Nell'adiacente cortile è stato rinvenuto un mikve (bagno rituale ebraico).